# Jordan Rossiter
Jordan Bernard Rossiter (* 24. März 1997 in Liverpool) ist ein englischer Fußballspieler, der als Leihspieler der Glasgow Rangers bei Fleetwood Town unter Vertrag steht. Er wird vorrangig im Mittelfeld eingesetzt.

## Karriere

### Verein
Rossiter begann seine Karriere beim FC Liverpool. Im Dezember 2013 stand er gegen den FC Chelsea erstmals im Kader der Profis von Liverpool. Sein Debüt für diese gab er im September, als er im Drittrundenspiel des League Cups gegen den FC Middlesbrough in der Startelf stand und in der 79. Minute durch MJ Williams ersetzt wurde. In jenem Spiel, das Liverpool nach einem 2:2-Remis in der regulären Spielzeit mit 16:15 im Elfmeterschießen gewann, erzielte er mit dem Tor zum zwischenzeitlichen 1:0 auch sein erstes Tor für Liverpool.
Im August 2015 spielte er erstmals in der Premier League, als er am dritten Spieltag der Saison 2015/16 gegen den FC Arsenal in der 76. Minute für Lucas Leiva ins Spiel gebracht wurde. Dies blieb sein einziges Ligaspiel für Liverpool.
Nach seinem Vertragsende bei Liverpool wechselte er zur Saison 2016/17 nach Schottland zu den Glasgow Rangers. In seiner ersten Saison bei den Rangers kam er zu vier Einsätzen in der Scottish Premiership. In der Saison 2017/18 absolvierte er zwei Spiele, in denen er ein Tor erzielte. Nach vier Ligaeinsätzen in der Saison 2018/19 wurde er im Januar 2019 zurück nach England an den Viertligisten FC Bury verliehen. Für Bury kam er bis Saisonende zu 16 Einsätzen in der League Two, in denen er ein Tor erzielte. Mit Bury stieg er zu Saisonende in die League One auf.
Im Juli 2019 wurde er ein zweites Mal verliehen, diesmal an den englischen Drittligisten Fleetwood Town.

### Nationalmannschaft
Rossiter spielte für diverse englische Jugendnationalmannschaften. Mit der U-19-Auswahl nahm er 2016 an der EM teil. Bei dieser scheiterte man im Halbfinale an Italien.